# Feedback File
Feedback File (jap. フィードバックファイル Fīdobakku Fairu) − czwarty album japońskiej grupy muzycznej Asian Kung-Fu Generation, wydany 25 października 2006. Zawiera strony B singli, nagrania na żywo, dwa nowe utwory ("Kaiga Kyōshitsu" i "Dōdōmeguri no Yoru") oraz dodatkowe DVD w edycji limitowanej.

## Lista utworów
CD
1. "Entrance" (jap. エントランス Entoransu)
2. "Rocket No.4" (jap. ロケットNo.4 Roketto No.4)
3. "Kaiga kyōshitsu" (jap. 絵画教室)
4. "Siren #" (jap. サイレン#)
5. "Yūgure no aka" (jap. 夕暮れの紅)
6. "Hold Me Tight"
7. "Road Movie" (jap. ロードムービー Rōdo Mūbī)
8. "Tobenai sakana" (jap. 飛べない魚)
9. "Dōdōmeguri no yoru" (jap. 堂々巡りの夜)
10. "Uso to Wonderland" (jap. 嘘とワンダーランド Uso to Wandārando)
11. "Eien ni" (jap. 永遠に)
12. "Jihei tansaku (2005 Shibuya-AX)" (jap. 自閉探索(2005 Shibuya-A)))
13. "Flashback (2004 Kokuei hitachi kaihin kōen)" (jap. フラッシュバック（2004 国営ひたち海浜公園） Furasshubakku (2004 Kokuei Hitachi Kaihin Kōen))
14. "Understand (2004 Kokuei hitachi kaihin kōen)" (jap. アンダースタンド（2004 国営ひたち海浜公園） Andāsutando (2004 Kokuei Hitachi Kaihin Kōen))
15. "N.G.S (2005 Shibuya-AX)"
16. "Re:Re: (2006 Yokohama Arena)" (jap. Re:Re:（2006 横浜アリーナ） Re:Re: (2006 Yokohama Arīna))

DVD
1. "Haruka kanata (2003 Shibuya Club Quattro)" (jap. 遥か彼方 (2003 渋谷クラブクアトロ))
2. "Mirai no kakera (2003 Shinjuku Liquidroom)" (jap. 未来の破片 (2003 新宿リキッドルーム))
3. "Kimi to iu hana (2004 Kokuei Hitachi Kaihin Kōen)" (jap. 君という花 (2004 国営ひたち海浜公園))
4. "Rewrite (2005 Shibuya-AX)" (jap. リライト))
5. "Loop & Loop (2005 Yokohama Arena)" (jap. ループ&ループ (2005 横浜アリーナ))